# Aria (Pèrsia)
Aria (en persa antic 'Haraiva', en avèstic 'Haraeuua' en grec antic Ἀρεία o Ἀρείων γῆ) va ser una satrapia de l'Imperi Persa situada entre l'Hazaradjat al nord, que la separava de la Hircània i la Margiana, les muntanyes Bagous (Ghor) a l'est, Carmània al sud; i les muntanyes Masdoranos i Pàrtia a l'oest.
Claudi Ptolemeu fixa els seus límits de manera similar, però dona al nord Margiàna i Bactriana, Pàrtia i Carmània o Caramània a l'oest, Drangiana al sud, i les muntanyes Paropamisos a l'est. Modernament es considera que limitava a l'est amb Pàrtia i Hircània i també tocava a Bactriana i Margiana al nord i amb Drangiana al sud-est.
Els parts, corasmis, sogdians i aris formaven la XVIa satrapia segons Heròdot que classifica als aris com un grup dels bactrians. Això s'explica perquè la satrapia d'Aria era una de les que formaven part de la gran satrapia de Bactriana. Heròdot també diu que els medes s'anomenaven originàriament aris, i que el seu significat és etnogràfic.
Segons Estrabó, Aria tenia 2.000 estadis de llargada i 300 d'ample. El riu Arios era el principal del país i tenia les ciutats d'Artacoana, Alexandria d'Aria i Ària. Encara que Artacoana era la capital, la primera ciutat importat fou Susia (potser Tus, prop de Mashad). Claudi Ptolemeu dona una llista de ciutats i districtes que no s'han pogut identificar.
No s'ha de confondre aquesta satrapia amb la regió natural d'Ariana, equivalent al modern Iran.